# Ardana
Ardana (in greco Άρδανα?; in turco Ardahan) è un villaggio situato de iure nel distretto di Famagosta di Cipro. È sotto il controllo de facto di Cipro del Nord e fa parte del distretto di İskele.
Nel 2011 il villaggio aveva 330 abitanti.

## Geografia fisica
Ardana è situata ai margini della penisola del Karpas, a 9 km a nord di Trikomo. Il suo territorio è composto da arenarie, calcari e marne della cosiddetta formazione di Kythrea, e da arenarie calcaree, sabbie e conglomerati del Pleistocene. Il territorio del villaggio presenta una marcata pendenza andando dalla cresta del Pentadaktylos verso sud. L'altitudine diminuisce da 724 m al confine settentrionale (picco Kantara), scendendo a 220 m al villaggio sino a raggiungere i 50 m s.l.m. al confine meridionale. L'area è caratterizzata da un paesaggio molto articolato. Questa frammentazione è dovuta principalmente ai piccoli e grandi ruscelli che hanno origine dal Pentadaktylos e scorrono verso sud per alimentare altri torrenti e fiumi più grandi.

## Origini del nome
In passato, il villaggio era anche conosciuto come Agios Ioannis, perché il santo era particolarmente venerato nella zona (la chiesa del villaggio è anche dedicata a lui).
I turchi hanno ribattezzato il villaggio Ardahan, come l'omonima città dell'Anatolia. Il nome può essere tradotto come "stazione di passaggio" (khani).

## Storia
La presenza di legname, spazio per il pascolo e terra arabile per i prodotti alimentari di uso quotidiano furono i fattori decisivi per l'istituzione del villaggio.  Le stesse caratteristiche che mostra il villaggio di Ardana possono essere viste in altri villaggi situati a est e a ovest di Ardana ai piedi delle colline meridionali del Pentadaktylos.
L'area del villaggio era abitata nei tempi più antichi. Vicino e all'interno del villaggio, sono stati occasionalmente trovati antichi manufatti di epoca preistorica.
Il villaggio esisteva già durante il medioevo. Nella lista dei possedimenti reali del periodo lusignano-benetico, il de Maas Latri menziona il villaggio di Ardoma, che è probabilmente l'attuale insediamento di Ardana.
In due antichi manoscritti del periodo veneziano esso è menzionato tra gli insediamenti che appartenevano amministrativamente al dipartimento della Carpasia.
G. Jeffery (1918) menziona il villaggio di Ardana, descrivendolo come un vecchio villaggio con una chiesa moderna.

## Monumenti e luoghi di interesse

### Architetture religiose
Nel villaggio c'è la chiesa dedicata ad Agios Georgios, eretta in età moderna.

## Società

### Evoluzione demografica
La popolazione relativamente densa del villaggio in una zona isolata delle propaggini meridionali del Pentadaktylos può essere forse attribuita alla considerevole area coltivata a cereali e al numero relativamente grande di pecore e capre.
La popolazione del villaggio visse una crescita costante e allo stesso tempo rapida fino al 1946, quando raggiunse il picco con 546 abitanti, dopo di che iniziò un lento declino. Nel 1974, tutti i greco-ciprioti fuggirono al sud di fronte all'esercito turco che avanzava.

## Economia

### Agricoltura
Entro i confini amministrativi del villaggio c'è foresta e vegetazione naturale cespugliosa a nord e terra coltivata a sud. Con una piovosità media annuale di circa 500 millimetri,  prima dell'invasione turca i terreni composti da Terra Rosa e Xerorendzina erano principalmente coltivati a cereali, olive e carrube.  Una vasta area del territorio è incolta e coperta da una varietà di vegetazione naturale.  La piccola foresta statale di Vikles a sud dell'insediamento e parte della foresta statale di Kantara a nord rientrano nei suoi confini amministrativi.  In termini di bestiame,  secondo il censimento agricolo del 1973 il villaggio aveva 788 pecore e 1 410 capre, 23 buoi e 1 650 volatili.

## Infrastrutture e trasporti

### Strade
Il villaggio è servito da una buona rete di trasporti. È collegato a Trikomo a sud, ad Agios Andronikos Trikomou (Topti Kiogios) a sud-ovest, ad Agios Ilias a sud-est e a Flamoudi, attraverso una strada sterrata, a nord-ovest.